# Kastráki (ort i Grekland, Peloponnesos)
Kastráki (Kastraki) är en ort i Grekland.   Den ligger i prefekturen Nomós Korinthías och regionen Peloponnesos, i den södra delen av landet, 100 km väster om huvudstaden Aten. Kastráki ligger 723 meter över havet och antalet invånare är 213.
Terrängen runt Kastráki är lite bergig. Runt Kastráki är det ganska glesbefolkat, med 31 invånare per kvadratkilometer. Närmaste större samhälle är Kiáto, 19,0 km nordost om Kastráki. 